# 토리노 전투
토리노 전투(스페인어: Asedio de Turín)는 1706년 9월 7일 스페인 왕위 계승 전쟁 중, 토리노 시의 서부에서 벌어진 전투이다. 이는 사부아 공자 외젠(Prince Eugene of Savoy)과 사보이아 공작 비토리오 아메데오 2세(Duke Victor Amadeus II of Savoy)(전쟁의 종결 후에 위트레흐트 조약에 의해 시칠리아 왕으로 선언되었다.) 휘하의 동맹군이 얻은 결정적인 승리로, 프랑스의 토리노 공성은 해소되었고, 프랑스군은 북부 이탈리아에서 퇴각하기 시작했다.
오를레앙 공작 필리프 2세(Philippe II, Duke of Orléans), 루이 다부송 드 라 푀이야드(Louis d'Aubusson de la Feuillade), 그리고 페르디낭 드 마르생(Ferdinand de Marsin)등 프랑스군의 지휘관은 포로가 되거나 체포된 상태에서 사망하였다.

## 배경
전쟁이 발발했을 때, 비토리오 아메데오 2세는 황제군 총사령관(generalissimo)이자 그의 사촌이기도 한 외젠의 후원을 바탕으로 위험을 감수하고, 오스트리아의 합스부르크 왕가의 편에 서기로 했는데, 이는 그들이 유럽의 강자로서 우뚝 섰을 때 사보이아 공국을 최종적으로 완전한 독립을 이루게 하기 위해서였다. 그러나 만약에 패할 경우 피에몬테(Piedmont)와 사보이아는 유럽의 지도에서 사라지게 될 운명이었다.
프랑스 왕 루이 14세는 스페인과 동맹을 맺고, 사보이아와 피에몬테 침략으로 대응하였다. 스페인군이 롬바르디아를 점령했을 때 피에몬테는 적에게 완전히 포위 되었다. 세 방향의 군세에게 공격을 받은 사보이아 공국은 수사(Susa), 베르첼리(Vercelli), 치바소(Chivasso), 이브레아(Ivrea)와 니차(Nizza 1704년에 함락)를 상실했다. 마지막 남은 방어거점은 16세기 중반에 요새화된 토리노 요새 뿐이었다.
1705년 8월 프랑스-스페인 연합군은 공격할 준비를 갖추었으나 드 라 푀이야드(De la Feuillade)는 그의 군대가 아직 적을 제압하기에 확실치 않고 지원군이 준비되지 않았다고 판단하였다. 이 선택은 피에몬테가 그 주변에 있는 도시의 주변에 있는 언덕까지 요새화하고 장기적인 공성전을 준비하면서, 잘못된 것으로 밝혀졌다.

## 공성전

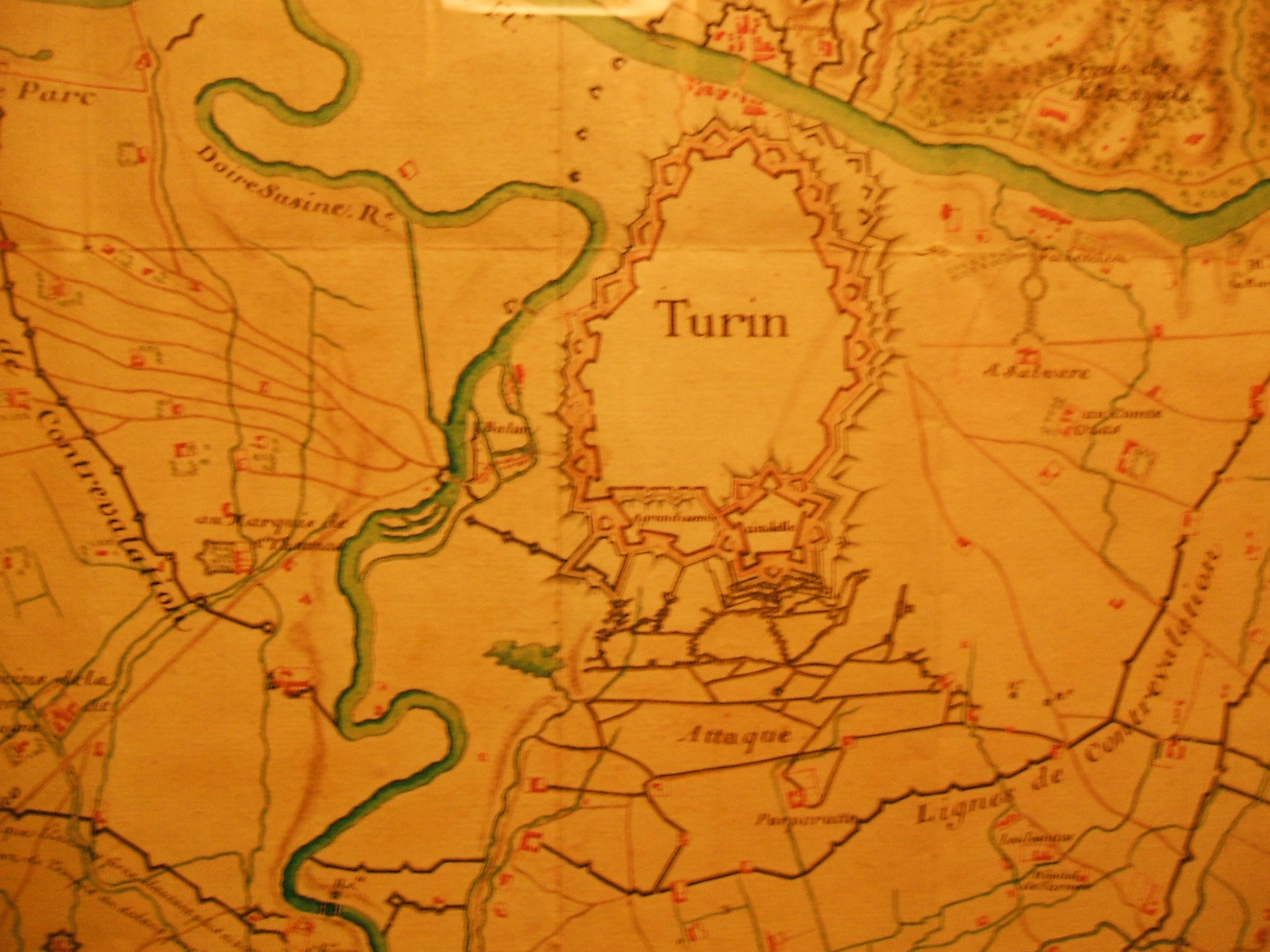
토리노 공성전 지도

공성전은 5월 14일 시작하였다. 동맹군은 4만 이상 정도로 추정된다. 프랑스의 원수이자, 공성전의 전문가인 세바스티앙 르 프레스트르 드 보방(Sebastien la Preste de Vauban)은 도시에 대한 우회돌격을 제안하였고, 방어자에 의해 조성된 얼기설기 얽힌 지하갱도는 아주 중요한 장애중이 될 것이라고 말하였다. 그러나 라 푀이야드는 다른 생각을 가지고 있었으며, 그의 군사 엔지니어들로 하여금 긴 참호를 파게 하였다.
전투 중, 도시 인구들의 적극적인 참여로 지원을 얻은 토리노 시는 공성전에서 강렬한 저항을 개시하였고, 공격자들에게 수많은 피해를 입혔다. 전투는 1706년의 전 여름에 걸쳐 계속되었다.
7월 17일, 비토리오 아메데오 2세는 토리노을 떠나 그의 지휘 하에 있는 오스트리아군과 함께 트렌티노(Trentino)에서 진군한 외젠을 만났다. 도시는 오스트리아 장군 비리코 다운(Virico Daun)에게 위임되었다. 도시를 지키기 위하여 지하갱도에서 프랑스군과 함께 폭사한 것으로 유명한 피에트로 미카(Pietro Micca)의 유명한 희생을 포함한 방어군의 영웅적인 저항은 도시가 물샐틈없이 포위된 이 상황에서는 무의미한 것으로 보였다. 그리고 프랑스군은 요새의 첫 번째 보루에까지 접근하고 있었다.

## 에필로그

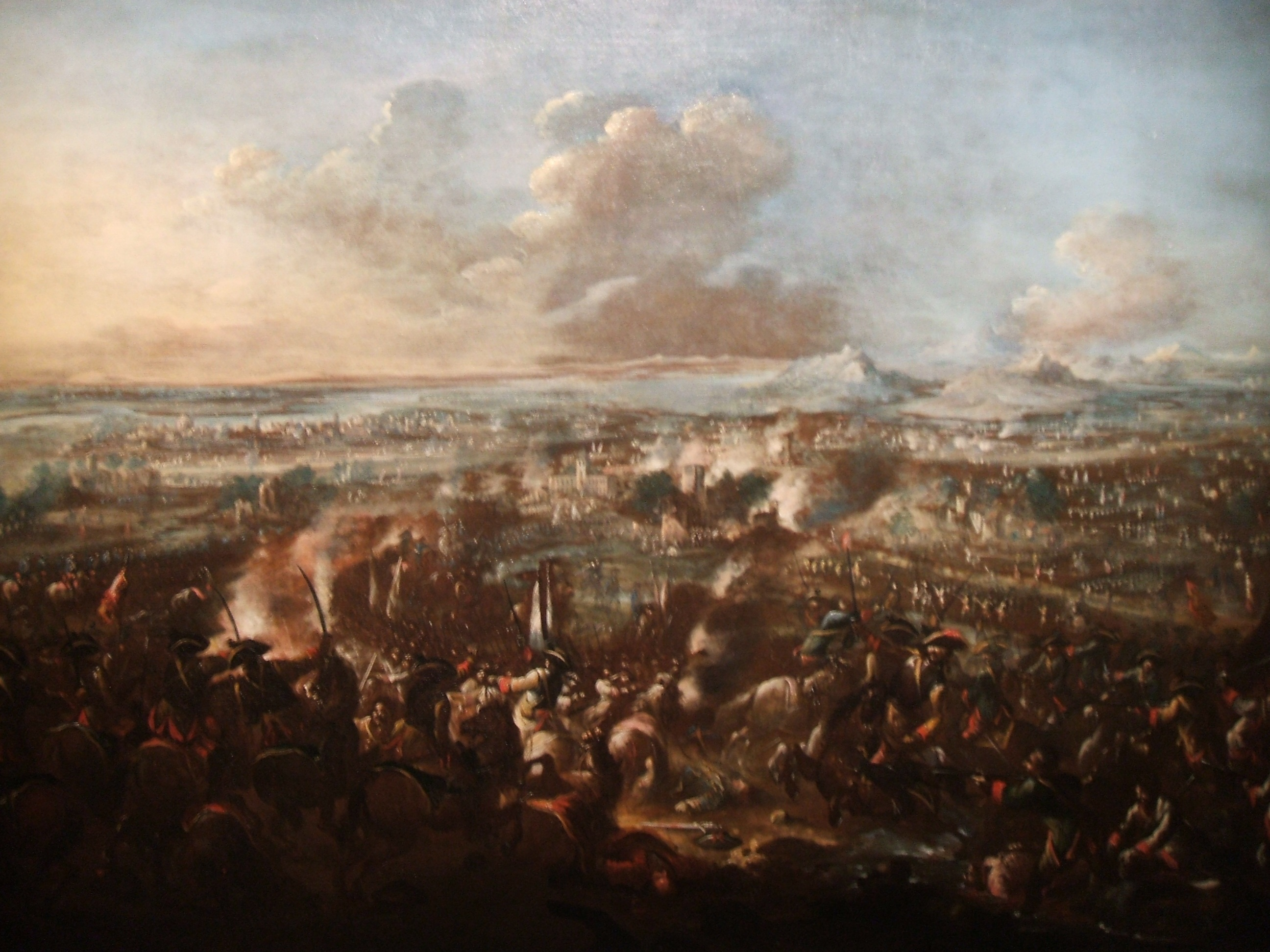
토리노 전투를 다룬 그림.

9월 2일 두명의 사보이아 군 사령관은 토리노와 그 주변지역을 조망할 수 있는 수페르가(Superga)의 언덕에서 전술적 상황을 분석하였다. 방어자들은 최근까지의 공격으로 압박받은 상황에서 절망으로 인해 진이빠진 상황이었고, 그들은 동맹군의 전위부분에서 가장 취약한 곳으로 평가되던 도시의 북서쪽에 배치된, 기병대를 포함한 오스트리아의 지원군과 함께 공성군을 포위하기로 결심하였다. 이 계책은 성공하였고, 오스트리아군은 도라 리파리아(Dora Riparia)와 사투라 디 란조(Stura di Lanzo) 사이에 진영을 설치했다. 외젠은 선언했다.
| “ | ces gents là sont déjà a demi battues(그들은 이미 반쯤은 격퇴당했다.) | ” |

최종 공격은 9월 7일 10시에 공성군의 거의 전 전위에 대한 공격으로 시작되었다. 레오폴드 폰 안할트 데사우(Leopold von Anhalt Dessau)가 지휘하는 프로이센 보병대는 세번의 공격을 시도해 실패하였지만, 결과적으로 프랑스 우익을 붕괴시킬 수 있었다. 라 마린 연대(regiment La Marine)는 탄약이 다 떨어지게 되었고, 이로 인해 더 이상 프로이센 보병들을 막아낼 수 없었다. 포위망을 형성한, 오스트리아와 사보이아군은 이러한 방식으로 격퇴하였고, 프랑스-스페인 연합군은 궤주하기 시작했다. 다운(Daun)이 도시의 수비대에게 프랑스-스페인 연합군의 좌익에 대하여 공격을 명했을 때, 프랑스-스페인 연합군은 붕괴되기 시작했고, 스스로 살 길을 찾기 위해 도망치다가 극단적으로는 결국 도라 리파리아강에 수백의 병력이 물에 빠져 죽게 되었다. 프랑스-스페인 연합군은 같은날 이른 오전에 피네롤로(Pinerolo)를 향해 퇴각하기 시작했다.
비토리오 아메데오 2세와 외젠은 해방된 도시에 들어갔고, 승리를 기념하기 위한 테 데움(Te Deum)을 만드는 것을 지원했다. 비토리오 아메데오 2세는 수페르가 언덕에 대성당(Basilica)을 지어 매년 9월 7일 테 데움이 열리게 했는데, 지금도 계속되고 있다.
승리는 남쪽의 전투를 끝내게 하였다. 다음해의 툴롱(Toulon)의 공방전이 실패한 이후에 위트레흐트 조약이 체결되기 전까지 어떤 중대한 군사적 사건도 일어나지 않았다.

## 새로운 연구
2006년 토리노 전투가 일어난 지 3세기가 지난 후에 세 개의 중요한 연구가 발표되었고 거의 40권에 이르는 책이 이때까지 발표되었다. 그중에 하나인 레 아퀼레 에 이 기글리 스토리아 마이 스크리타(Le Aquile e i Gigli. Una storia mai scritta)는 특히 중요한데, 이것은 이 전투 시 벌어진 작전들을 최초로 분석한 것으로, 역사적이 아닌 전통적인 군사 분석적 방법으로 분석한 최초의 분석을 제시한 것이다. 특히, 이 연구는 프로이센 보병대가 화력과 프랑스군의 병참기기의 결여가 프랑스-스페인 연합군 패배의 결정적인 요소라고 지적하였다.